# Toni Eggert
Toni Eggert (Suhl, 12 maggio 1988) è uno slittinista tedesco, vincitore di due medaglie olimpiche nel doppio: bronzo a Pyeongchang 2018 ed argento a Pechino 2022, di undici titoli iridati -cinque nel doppio, due nel doppio sprint e quattro nella gara a squadre- e di sei trofei di Coppa del Mondo.
È figlio di Sven ed è nipote di Walter Eggert, a loro volta slittinisti di alto livello.

## Biografia
Proveniente da una famiglia di slittinisti -suo nonno Walter Eggert fu quarto nel doppio ai Giochi olimpici invernali di Innsbruck 1964 e suo padre Sven Eggert vinse un titolo europeo juniores a Schönau am Königssee 1985- fece la sua prima esperienza su una slitta all'età di cinque anni, ma si dedicò seriamente a questa disciplina solo a partire dai dodici anni entrando a far parte della scuola sportiva di Oberhof.
Possiede il brevetto di pilota per velivoli ultraleggeri e lavora come istruttore di volo a Ballenstedt.

### Carriera sportiva

#### Stagioni 2006-2010
Dal 2005 iniziò a gareggiare per la nazionale tedesca nella classe juniores nella specialità del doppio in coppia con Marcel Oster, prendendo parte alla Coppa del Mondo di categoria conclusa in terza posizione e giungendo undicesimo ai campionati mondiali di Altenberg 2006; la stagione seguente si piazzò al quarto posto in Coppa e vinse il titolo iridato a Cesana Torinese 2007 sia nel doppio sia nella gara a squadre.
Nell'annata 2007/08 si aggiudicò la sfera di cristallo vincendo tutte le gare in programma e bissò il titolo mondiale nel doppio a Lake Placid 2008, occasione in cui conquistò anche la medaglia d'argento nella prova a staffetta. Terminata l'esperienza nelle categorie giovanili dalla stagione successiva gareggiò a livello assoluto conseguendo la medaglia di bronzo ai campionati tedeschi e, complice l'operazione chirurgica cui si sottopose André Florschütz per trattare l'ernia del disco che lo costrinse a saltare tutta la prima parte della Coppa del Mondo, trovò posto nella squadra nazionale debuttando il 29 novembre 2008 nella prima tappa di Innsbruck in cui si piazzò ottavo nel doppio in coppia con Oster; partecipò ad ulteriori tre gare e chiuse la classifica generale in diciottesima posizione. Nel 2009/10 non riuscì a qualificarsi nel gruppo che prese parte alla Coppa del Mondo e, a livello internazionale, gareggiò solo nelle tappe tedesche della Nations Cup ma, dopo non essere partito in quella di Schönau am Königssee, disputò le ultime due nella specialità del singolo; con l'intento di primeggiare anche nella categoria maggiore a fine stagione decise di terminare il sodalizio con Oster, che concluse così la sua carriera agonistica.

#### Stagioni 2011-2016

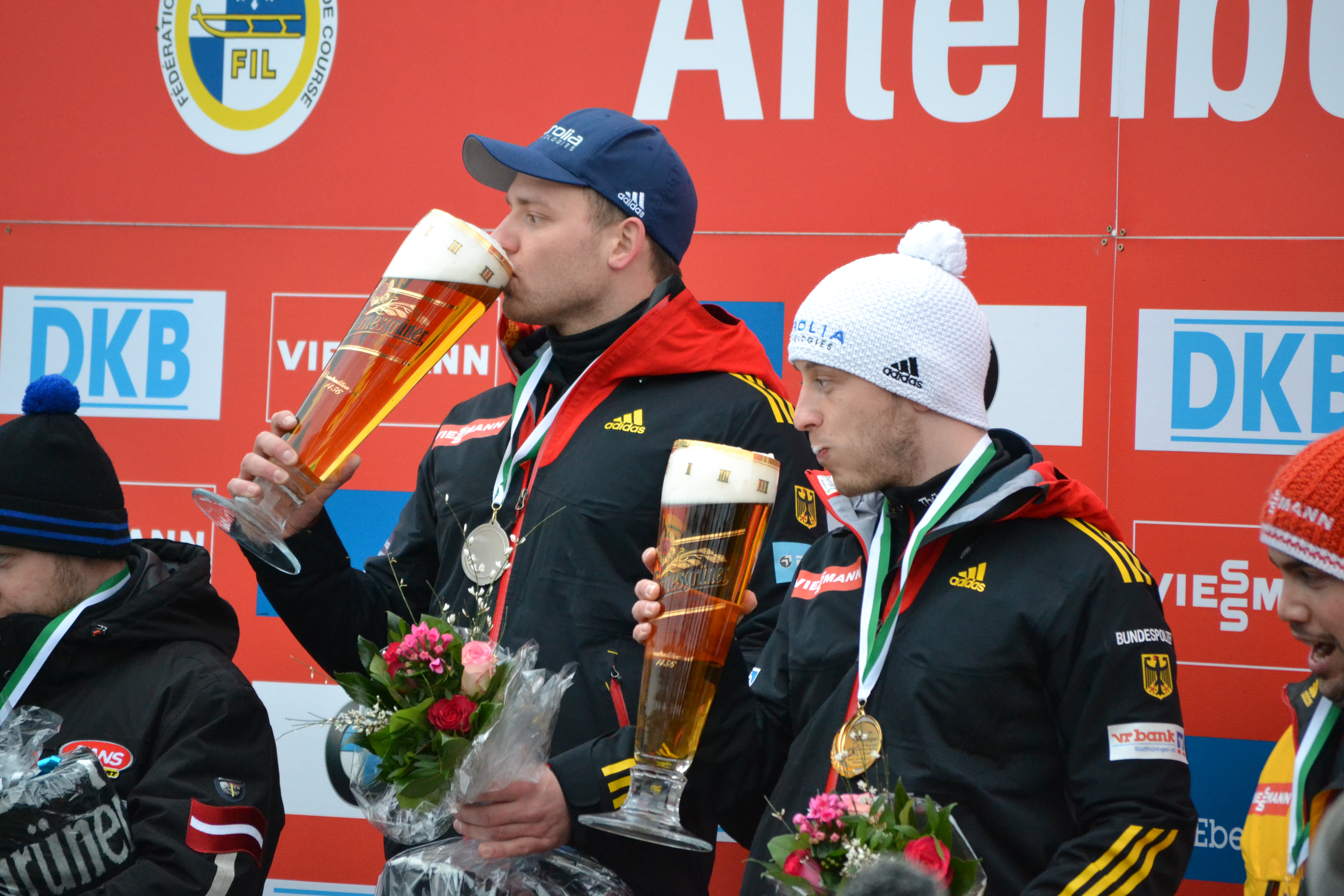
Eggert (a sinistra) insieme a Benecken festeggiano la vittoria nella sprint di Coppa del Mondo ad Altenberg nel 2015.

Dal 2010/11, dopo aver contattato Sascha Benecken convincendolo ad abbandonare la specialità del singolo per gareggiare insieme nel doppio e dopo aver persuaso anche i tecnici federali della bontà del nuovo binomio, fece coppia con Benecken conquistando subito la medaglia d'argento ai campionati nazionali e venne selezionato nella squadra di Coppa, a seguito anche del ritiro dei due doppi formati da Patric Leitner ed Alexander Resch e da André Florschütz e Torsten Wustlich, tra i più vincenti degli anni duemila; il 27 novembre 2010 ad Innsbruck, all'esordio in Coppa del Mondo col nuovo compagno, ottenne la sesta posizione ed il 15 gennaio 2011 ad Oberhof centrò il suo primo podio giungendo terzo nel doppio e, con ulteriori due podi nelle tappe di Altenberg e Sigulda, colse la quarta posizione nella graduatoria generale mentre ai campionati mondiali di Cesana Torinese 2011 raggiunse il decimo posto, che gli valse la medaglia di bronzo nella speciale classifica riservata agli under 23.
Nella stagione successiva ottenne cinque piazzamenti a podio nel doppio, compresa la prima vittoria il 14 gennaio 2012 nuovamente ad Oberhof, e chiuse in terza posizione nella classifica di Coppa; fu terzo agli europei di Paramonovo 2012 e vinse la medaglia d'argento nella prova biposto e quella d'oro nella gara a squadre ai mondiali di Altenberg 2012. Pure nell'annata seguente trionfò nella tappa casalinga in Turingia, gara che gli valse altresì l'assegnazione del titolo continentale che riuscì a bissare anche in staffetta, ed ottenne la seconda posizione nella graduatoria di Coppa del Mondo mentre nella rassegna iridata di Whistler 2013 colse nuovamente la medaglia d'argento. Nel 2013/14 finì ancora in seconda posizione in Coppa salendo sul podio in tutte le tappe disputate ad eccezione di quella di Winterberg, dove non riuscì a tagliare il traguardo, e prese parte ai Giochi olimpici invernali di Soči 2014 in cui non andò oltre l'ottava posizione nel doppio a causa di un grave errore commesso durante la prima discesa.
Nella stagione 2014/15 vinse sei delle dodici gare di Coppa in programma, comprese due nella nuova specialità delle sprint, conquistando così sia la coppa di cristallo generale sia quella sprint, fu settimo ai campionati europei di Soči 2015 e quarto nella competizione iridata di Sigulda 2015; l'annata seguente raggiunse nuovamente il secondo posto in Coppa con cinque successi di tappa, compresa quella che attribuì il titolo continentale di Altenberg 2016 che doppiò anche con la vittoria nella gara a squadre, ed ai mondiali di Schönau am Königssee 2016 colse l'argento nel doppio e fu squalificato nella gara sprint.

#### Stagioni 2017-2023

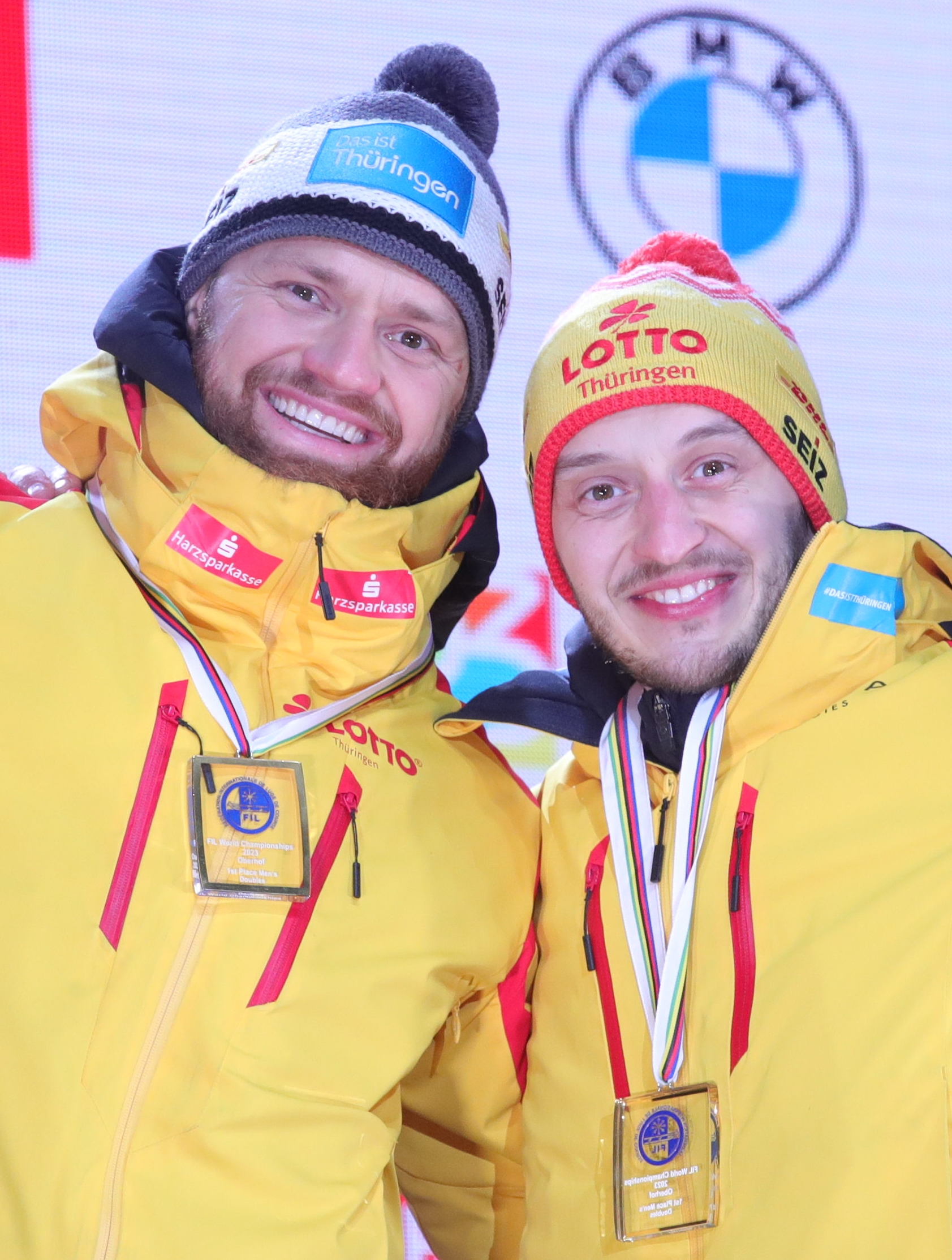
Eggert (a sinistra) insieme a Benecken con la medaglia d'oro del doppio ai mondiali di Oberhof 2023.

Nell'annata 2016/17 conquistò per la seconda volta la Coppa del Mondo, bissando altresì la vittoria in quella sprint, andando a podio in ogni singola gara con nove vittorie, due secondi ed un terzo posto, giunse secondo agli europei di Schönau am Königssee 2017 e si aggiudicò i titoli mondiali nel doppio e nella gara a squadre ad Innsbruck 2017, oltre al bronzo nella prova sprint; anche nella stagione seguente trionfò in Coppa, con nove successi di tappa e altri due secondi posti ottenuti sulle dodici gare in programma, vinse la medaglia d'oro nella prova biposto e l'argento in quella a squadre ai campionati continentali di Sigulda 2018 e si presentò alle Olimpiadi di Pyeongchang 2018 come netto favorito, dato il dominio delle ultime due annate come pure i migliori tempi ottenuti in quattro delle cinque prove disputate sulla pista dell'Alpensia, ma, proprio a causa della pressione psicologica dovuta dall'avere i favori del pronostico, incappò in piccoli errori e giunse in terza posizione, battuto dall'altra coppia tedesca formata da Tobias Wendl e Tobias Arlt e da quella austriaca di Peter Penz e Georg Fischler.
Il 16 ottobre 2018, durante un allenamento sulla pista di Oberhof in preparazione dell'imminente stagione agonistica, ebbe un incidente in cui si fratturò il perone destro e fu quindi sottoposto ad un intervento chirurgico, tuttavia dopo neanche sei settimane riuscì non solamente ad essere al via nella tappa inaugurale di Coppa ad Innsbruck, ma anche a salire sul podio terminando secondo nel doppio e, grazie agli ulteriori dieci podi comprese le cinque vittorie, si impose nella Coppa del Mondo generale ed in quella sprint, inoltre si aggiudicò la medaglia d'argento ai campionati europei di Oberhof 2019 nonché quelle d'oro nel doppio e nella prova sprint e quella di bronzo nella gara a squadre ai mondiali di Winterberg 2019. L'annata successiva, con quattro successi ed ulteriori quattro podi, conquistò nuovamente la sfera di cristallo, colse l'ottava piazza agli europei di Lillehammer 2020 e nella rassegna iridata di Soči 2020 fu quarto nella prova sprint e vinse il titolo nel doppio e nella gara a squadre.
Nel 2020/21 concluse al terzo posto in Coppa del Mondo con tre trionfi di tappa al suo attivo, ai campionati continentali di Sigulda 2021 giunse ventesimo a causa di un ribaltamento occorso durante la prima delle due discese in programma ed ai mondiali di Schönau am Königssee 2021 vinse l'oro nel doppio, l'argento nella gara a squadre ed il bronzo nel doppio sprint. L'annata seguente, con cinque successi ed altri tre podi ottenuti in Coppa del Mondo, conquistò la sua sesta sfera di cristallo generale, si impose anche agli europei di Sankt Moritz 2022 nella gara biposto e fu secondo in quella a squadre; ai Giochi olimpici di Pechino 2022 vinse la medaglia d'argento nel doppio, ancora una volta battuto dai connazionali Wendl e Arlt nonostante partisse nuovamente con il ruolo di principale favorito.
Nella stagione 2022/23 giunse secondo nella graduatoria di Coppa, terminò al quinto posto nella rassegna europea di Sigulda 2023 ed in quella iridata di Oberhof 2023 prevalse in tutte e tre le competizioni disputate: nel doppio, nella prova sprint ed in quella a squadre. Dopo questa tripla affermazione, peraltro ottenuta sulla pista di casa di fronte al proprio pubblico, lui ed il suo compagno di coppia Benecken decisero di ritirarsi dall'attività agonistica.

#### Stagioni 2024-2025
Dopo il ritiro fu ingaggiato come allenatore dalla nazionale statunitense, tuttavia questa esperienza durò solo un anno; nel corso dei campionati mondiali di Altenberg 2024 contattò Florian Müller, lì impegnato come apripista, proponendogli di competere in coppia dalla stagione seguente. Fece dunque il suo ritorno in Coppa del Mondo con il nuovo compagno il 30 novembre 2024 nella tappa inaugurale di Lillehammer, dove conquistò subito la vittoria nella prova biposto; grazie agli ulteriori tre podi ottenuti nelle nove gare in programma concluse al quarto posto nella classifica finale di Coppa del Mondo e giunse quinto sia ai campionati continentali di Winterberg 2025 sia ai mondiali di Whistler 2025.

## Palmarès

### Olimpiadi
- 2 medaglie:
  - 1 argento (doppio a Pechino 2022);
  - 1 bronzo (doppio a Pyeongchang 2018).

### Mondiali
- 18 medaglie:
  - 11 ori (gara a squadre ad Altenberg 2012; doppio, gara a squadre ad Innsbruck 2017; doppio, doppio sprint a Winterberg 2019; doppio, gara a squadre a Soči 2020; doppio a Schönau am Königssee 2021; doppio, doppio sprint, gara a squadre ad Oberhof 2023);
  - 4 argenti (doppio ad Altenberg 2012; doppio a Whistler 2013; doppio a Schönau am Königssee 2016; gara a squadre a Schönau am Königssee 2021);
  - 3 bronzi (doppio sprint ad Innsbruck 2017; gara a squadre a Winterberg 2019; doppio sprint a Schönau am Königssee 2021).

### Europei
- 11 medaglie:
  - 6 ori (doppio, gara a squadre ad Oberhof 2013; doppio, gara a squadre ad Altenberg 2016; doppio a Sigulda 2018; doppio a Sankt Moritz 2022);
  - 4 argenti (doppio a Schönau am Königssee 2017; gara a squadre a Sigulda 2018; doppio ad Oberhof 2019; gara a squadre a Sankt Moritz 2022);
  - 1 bronzo (doppio a Paramonovo 2012).

### Mondiali under 23
- 1 medaglia:
  - 1 bronzo (doppio a Cesana Torinese 2011).

### Mondiali juniores
- 4 medaglie:
  - 3 ori (doppio, gara a squadre a Cesana Torinese 2007; doppio a Lake Placid 2008);
  - 1 argento (gara a squadre a Lake Placid 2008).

### Coppa del Mondo
- Vincitore della Coppa del Mondo generale nel doppio nel 2014/15, nel 2016/17, nel 2017/18, nel 2018/19, nel 2019/20 e nel 2021/22.
- Vincitore della Coppa del Mondo di specialità nel doppio nel 2021/22.
- Vincitore della Coppa del Mondo di specialità nel doppio sprint nel 2014/15, nel 2016/17 e nel 2018/19.
- 143 podi (90 nel doppio, 22 nel doppio sprint, 1 nelle staffette miste doppio, 30 nelle gare a squadre):
  - 75 vittorie (44 nel doppio, 11 nel doppio sprint, 1 nelle staffette miste doppio, 19 nelle gare a squadre);
  - 50 secondi posti (34 nel doppio, 8 nel doppio sprint, 8 nelle gare a squadre);
  - 18 terzi posti (12 nel doppio, 3 nel doppio sprint, 3 nelle gare a squadre).

#### Coppa del Mondo - vittorie
| Data             | Luogo                | Paese         | Disciplina                                                                         |
| ---------------- | -------------------- | ------------- | ---------------------------------------------------------------------------------- |
| 14 gennaio 2012  | Oberhof              | Germania      | Doppio con Sascha Benecken                                                         |
| 15 gennaio 2012  | Oberhof              | Germania      | Gara a squadre con Natalie Geisenberger, Felix Loch e Sascha Benecken              |
| 12 gennaio 2013  | Oberhof              | Germania      | Doppio con Sascha Benecken                                                         |
| 24 novembre 2013 | Innsbruck            | Austria       | Doppio con Sascha Benecken                                                         |
| 24 novembre 2013 | Innsbruck            | Austria       | Gara a squadre con Natalie Geisenberger, Felix Loch e Sascha Benecken              |
| 11 gennaio 2014  | Oberhof              | Germania      | Doppio con Sascha Benecken                                                         |
| 29 novembre 2014 | Innsbruck            | Austria       | Doppio con Sascha Benecken                                                         |
| 30 novembre 2014 | Innsbruck            | Austria       | Doppio sprint con Sascha Benecken                                                  |
| 5 dicembre 2014  | Lake Placid          | Stati Uniti   | Doppio con Sascha Benecken                                                         |
| 6 dicembre 2014  | Lake Placid          | Stati Uniti   | Gara a squadre con Natalie Geisenberger, Felix Loch e Sascha Benecken              |
| 12 dicembre 2014 | Calgary              | Canada        | Doppio con Sascha Benecken                                                         |
| 24 gennaio 2015  | Winterberg           | Germania      | Doppio con Sascha Benecken                                                         |
| 25 gennaio 2015  | Winterberg           | Germania      | Gara a squadre con Natalie Geisenberger, Felix Loch e Sascha Benecken              |
| 22 febbraio 2015 | Altenberg            | Germania      | Doppio sprint con Sascha Benecken                                                  |
| 28 novembre 2015 | Innsbruck            | Austria       | Doppio con Sascha Benecken                                                         |
| 29 novembre 2015 | Innsbruck            | Austria       | Gara a squadre con Dajana Eitberger, Andi Langenhan e Sascha Benecken              |
| 4 dicembre 2015  | Lake Placid          | Stati Uniti   | Doppio con Sascha Benecken                                                         |
| 18 dicembre 2015 | Calgary              | Canada        | Doppio con Sascha Benecken                                                         |
| 13 febbraio 2016 | Altenberg            | Germania      | Doppio con Sascha Benecken                                                         |
| 14 febbraio 2016 | Altenberg            | Germania      | Gara a squadre con Tatjana Hüfner, Felix Loch e Sascha Benecken                    |
| 20 febbraio 2016 | Winterberg           | Germania      | Doppio con Sascha Benecken                                                         |
| 26 novembre 2016 | Winterberg           | Germania      | Doppio con Sascha Benecken                                                         |
| 27 novembre 2016 | Winterberg           | Germania      | Doppio sprint con Sascha Benecken                                                  |
| 2 dicembre 2016  | Lake Placid          | Stati Uniti   | Doppio con Sascha Benecken                                                         |
| 10 dicembre 2016 | Whistler             | Canada        | Doppio con Sascha Benecken                                                         |
| 17 dicembre 2016 | Park City            | Stati Uniti   | Doppio sprint con Sascha Benecken                                                  |
| 14 gennaio 2017  | Sigulda              | Lettonia      | Doppio con Sascha Benecken                                                         |
| 15 gennaio 2017  | Sigulda              | Lettonia      | Doppio sprint con Sascha Benecken                                                  |
| 18 febbraio 2017 | Daegwallyeong        | Corea del Sud | Doppio con Sascha Benecken                                                         |
| 19 febbraio 2017 | Daegwallyeong        | Corea del Sud | Gara a squadre con Natalie Geisenberger, Andi Langenhan e Sascha Benecken          |
| 25 febbraio 2017 | Altenberg            | Germania      | Doppio con Sascha Benecken                                                         |
| 26 febbraio 2017 | Altenberg            | Germania      | Gara a squadre con Natalie Geisenberger, Felix Loch e Sascha Benecken              |
| 18 novembre 2017 | Innsbruck            | Austria       | Doppio con Sascha Benecken                                                         |
| 19 novembre 2017 | Innsbruck            | Austria       | Gara a squadre con Natalie Geisenberger, Felix Loch e Sascha Benecken              |
| 25 novembre 2017 | Winterberg           | Germania      | Doppio con Sascha Benecken                                                         |
| 2 dicembre 2017  | Altenberg            | Germania      | Doppio con Sascha Benecken                                                         |
| 3 dicembre 2017  | Altenberg            | Germania      | Gara a squadre con Natalie Geisenberger, Felix Loch e Sascha Benecken              |
| 8 dicembre 2017  | Calgary              | Canada        | Doppio con Sascha Benecken                                                         |
| 9 dicembre 2017  | Calgary              | Canada        | Gara a squadre con Tatjana Hüfner, Felix Loch e Sascha Benecken                    |
| 15 dicembre 2017 | Lake Placid          | Stati Uniti   | Doppio con Sascha Benecken                                                         |
| 16 dicembre 2017 | Lake Placid          | Stati Uniti   | Doppio sprint con Sascha Benecken                                                  |
| 13 gennaio 2018  | Oberhof              | Germania      | Doppio con Sascha Benecken                                                         |
| 14 gennaio 2018  | Oberhof              | Germania      | Gara a squadre con Dajana Eitberger, Felix Loch e Sascha Benecken                  |
| 20 gennaio 2018  | Lillehammer          | Norvegia      | Doppio con Sascha Benecken                                                         |
| 27 gennaio 2018  | Sigulda              | Lettonia      | Doppio con Sascha Benecken                                                         |
| 28 gennaio 2018  | Sigulda              | Lettonia      | Doppio sprint con Sascha Benecken                                                  |
| 30 novembre 2018 | Whistler             | Canada        | Doppio con Sascha Benecken                                                         |
| 15 dicembre 2018 | Lake Placid          | Stati Uniti   | Doppio con Sascha Benecken                                                         |
| 16 dicembre 2018 | Lake Placid          | Stati Uniti   | Doppio sprint con Sascha Benecken                                                  |
| 5 gennaio 2019   | Schönau am Königssee | Germania      | Doppio con Sascha Benecken                                                         |
| 6 gennaio 2019   | Schönau am Königssee | Germania      | Gara a squadre con Julia Taubitz, Sebastian Bley e Sascha Benecken                 |
| 12 gennaio 2019  | Sigulda              | Lettonia      | Doppio con Sascha Benecken                                                         |
| 23 novembre 2019 | Innsbruck            | Austria       | Doppio con Sascha Benecken                                                         |
| 14 dicembre 2019 | Whistler             | Canada        | Doppio con Sascha Benecken                                                         |
| 14 dicembre 2019 | Whistler             | Canada        | Doppio sprint con Sascha Benecken                                                  |
| 29 febbraio 2020 | Schönau am Königssee | Germania      | Doppio con Sascha Benecken                                                         |
| 1º marzo 2020    | Schönau am Königssee | Germania      | Gara a squadre con Anna Berreiter, Felix Loch e Sascha Benecken                    |
| 29 novembre 2020 | Innsbruck            | Austria       | Gara a squadre con Julia Taubitz, Felix Loch e Sascha Benecken                     |
| 12 dicembre 2020 | Oberhof              | Germania      | Doppio con Sascha Benecken                                                         |
| 13 dicembre 2020 | Oberhof              | Germania      | Gara a squadre con Dajana Eitberger, Felix Loch e Sascha Benecken                  |
| 20 dicembre 2020 | Winterberg           | Germania      | Doppio sprint con Sascha Benecken                                                  |
| 2 gennaio 2021   | Schönau am Königssee | Germania      | Doppio con Sascha Benecken                                                         |
| 20 novembre 2021 | Yanqing              | Cina          | Doppio con Sascha Benecken                                                         |
| 12 dicembre 2021 | Altenberg            | Germania      | Gara a squadre con Julia Taubitz, Max Langenhan e Sascha Benecken                  |
| 19 dicembre 2021 | Innsbruck            | Austria       | Doppio sprint con Sascha Benecken                                                  |
| 8 gennaio 2022   | Sigulda              | Lettonia      | Doppio con Sascha Benecken                                                         |
| 15 gennaio 2022  | Oberhof              | Germania      | Doppio con Sascha Benecken                                                         |
| 16 gennaio 2022  | Oberhof              | Germania      | Gara a squadre con Julia Taubitz, Johannes Ludwig e Sascha Benecken                |
| 22 gennaio 2022  | Sankt Moritz         | Svizzera      | Doppio con Sascha Benecken                                                         |
| 10 dicembre 2022 | Whistler             | Canada        | Doppio con Sascha Benecken                                                         |
| 10 dicembre 2022 | Whistler             | Canada        | Gara a squadre con Julia Taubitz, Felix Loch e Sascha Benecken                     |
| 16 dicembre 2022 | Park City            | Stati Uniti   | Doppio con Sascha Benecken                                                         |
| 4 febbraio 2023  | Altenberg            | Germania      | Doppio con Sascha Benecken                                                         |
| 30 novembre 2024 | Lillehammer          | Norvegia      | Doppio con Florian Müller                                                          |
| 16 febbraio 2025 | Pyeongchang          | Corea del Sud | Staffetta mista doppio con Florian Müller, Jessica Degenhardt e Cheyenne Rosenthal |

### Coppa del Mondo juniores
- Vincitore della Coppa del Mondo juniores nel doppio nel 2007/08.

### Campionati tedeschi
- 20 medaglie:
  - 8 ori (doppio, gara a squadre a Winterberg 2014; doppio ad Oberhof 2015; doppio ad Altenberg 2018; doppio, gara a squadre ad Oberhof 2020; doppio, gara a squadre ad Altenberg 2022);
  - 9 argenti (doppio ad Oberhof 2011; doppio, gara a squadre ad Altenberg 2012; doppio a Schönau am Königssee 2013; doppio, gara a squadre a Schönau am Königssee 2016; doppio a Schönau am Königssee 2021; doppio, gara a squadre ad Oberhof 2023);
  - 3 bronzi (doppio a Schönau am Königssee 2009; gara a squadre a Schönau am Königssee 2013; doppio a Winterberg 2025).